# 渡部龍一
渡部 龍一（わたなべ りゅういち、1985年10月2日 - ）は、北海道白老郡白老町出身の元プロ野球選手・社会人野球選手（捕手）。右投右打。現在は北海道日本ハムファイターズのブルペン捕手。
父は元社会人野球選手・監督で、バルセロナオリンピック銅メダリストの渡部勝美。

## 来歴・人物

### プロ入り前
1998年、小学校卒業までは白老町で過ごし、中学は札幌市の札幌市立月寒中学校に通う。
札幌第一高時代は、2002年の2年時の夏に第84回全国高等学校野球選手権大会に正捕手として出場し、1回戦で同大会の準優勝校である智辯和歌山高に延長10回の末に4-5で敗れた。
2003年のプロ野球ドラフト会議で、2004年からの本拠地北海道移転が決定していた日本ハムに7巡目で指名され、入団した。

### 日本ハム時代
2005年9月、右肩を手術した。
2006年9月27日、1日限定で背番号を63から68に変更した。これは、同年限りでの引退を既に公表していた新庄剛志が自身最後の公式戦をプロに入って最初に付けた背番号63でプレーすることを希望したための暫定的な措置である。新庄は背番号63のユニフォームで実際に出場したが、渡部は出場選手登録されておらず、同日は二軍では試合の予定がなく、翌日には背番号が元に戻されたため、渡部の背番号68のユニフォームは作成されていない。渡部はこの1日限りの変更について「どうせなら（新庄の本来の番号である）背番号1に変更してもらいたかった」と冗談交じりに話す。
2007年8月、二軍の北海道遠征に参加した（日本ハムの二軍本拠地は北海道ではなく千葉県鎌ケ谷市にある）。またこの年は北京プレオリンピック野球日本代表の候補に選抜されたが、練習試合で右手を8針縫う怪我を負い、最終登録メンバーから外れている。2007年の日本シリーズでは出場資格者に選ばれた。
2008年6月2日、日本ハムの北海道移転後、道産子選手としては初の一軍昇格を果たし、6月6日には道産子として初の一軍出場、6月9日には道産子選手としての移転後初安打を放っている。
2011年は3試合の出場ながら捕手として若手投手陣の好投を支えた。10月16日の対東北楽天ゴールデンイーグルス戦で道産子選手初の先発マスク（北海道移転後）を被ったが銀次に適時打を許し、味方打線が田中将大に零封されたことで、札幌に本拠地移転した2004年からいずれも勝利していた本拠地最終戦での連勝を止めてしまった。
11月10日に球団から戦力外通告を受けた。

### クラブチーム時代
2012年より、北海道千歳市を拠点にしている社会人野球のクラブチームであるトランシスに所属し、北海道地区より都市対抗野球出場を目指していたが、同年の都市対抗予選では代表決定戦で敗れ、本戦出場には至らなかった。

### 現役引退後
2013年から、古巣の北海道日本ハムファイターズでブルペン捕手を務めている。

## 詳細情報

### 年度別打撃成績
| 年 度     | 球 団     | 試 合 | 打 席 | 打 数 | 得 点 | 安 打 | 二 塁 打 | 三 塁 打 | 本 塁 打 | 塁 打 | 打 点 | 盗 塁 | 盗 塁 死 | 犠 打 | 犠 飛 | 四 球 | 敬 遠 | 死 球 | 三 振 | 併 殺 打 | 打 率 | 出 塁 率 | 長 打 率 | O P S |
| --------- | --------- | ----- | ----- | ----- | ----- | ----- | -------- | -------- | -------- | ----- | ----- | ----- | -------- | ----- | ----- | ----- | ----- | ----- | ----- | -------- | ----- | -------- | -------- | ----- |
| 2008      | 日本ハム  | 4     | 4     | 4     | 0     | 1     | 1        | 0        | 0        | 2     | 0     | 0     | 0        | 0     | 0     | 0     | 0     | 0     | 1     | 0        | .250  | .250     | .500     | .750  |
| 2010      | 日本ハム  | 1     | 1     | 1     | 0     | 1     | 0        | 0        | 0        | 1     | 0     | 0     | 0        | 0     | 0     | 0     | 0     | 0     | 0     | 0        | 1.000 | 1.000    | 1.000    | 2.000 |
| 2011      | 日本ハム  | 3     | 5     | 5     | 0     | 0     | 0        | 0        | 0        | 0     | 0     | 0     | 0        | 0     | 0     | 0     | 0     | 0     | 1     | 0        | .000  | .000     | .000     | .000  |
| 通算：3年 | 通算：3年 | 8     | 10    | 10    | 0     | 2     | 1        | 0        | 0        | 3     | 0     | 0     | 0        | 0     | 0     | 0     | 0     | 0     | 2     | 0        | .200  | .200     | .300     | .500  |

### 年度別守備成績
| 年 度 | 捕手 | 捕手 | 捕手 | 捕手 | 捕手 | 捕手 | 捕手   | 捕手   | 捕手   | 捕手   | 捕手   |
| 年 度 | 試合 | 刺殺 | 補殺 | 失策 | 併殺 | 捕逸 | 守備率 | 企図数 | 許盗塁 | 盗塁刺 | 阻止率 |
| ----- | ---- | ---- | ---- | ---- | ---- | ---- | ------ | ------ | ------ | ------ | ------ |
| 2008  | 1    | 1    | 0    | 0    | 0    | 0    | 1.000  | 0      | 0      | 0      | -      |
| 2011  | 3    | 8    | 0    | 0    | 0    | 0    | 1.000  | 1      | 1      | 0      | .000   |
| 通算  | 4    | 9    | 0    | 0    | 0    | 0    | 1.000  | 1      | 1      | 0      | .000   |

### 記録
いずれも道産子選手としてのチーム北海道移転後初記録である。
- 初出場：2008年6月6日、対中日ドラゴンズ3回戦（ナゴヤドーム）、9回表に武田久の代打で出場
- 初安打：2008年6月9日、対横浜ベイスターズ4回戦（横浜スタジアム）、9回表に寺原隼人から右中間二塁打
- 初先発出場：2011年10月16日、対東北楽天ゴールデンイーグルス24回戦（札幌ドーム）、8番・捕手で先発出場

### 背番号
- 63 （2004年 - 2006年9月26日、同年9月28日 - 2011年）
- 68 （2006年9月27日）
- 95 （2013年 - 2022年）
- 105 （2023年 - ）